# Eduard Schweingruber
Eduard Schweingruber (* 9. Februar 1899; † 1. Dezember 1975 in Lenzburg, heimatberechtigt in Rüeggisberg) war ein Schweizer reformierter Theologe, Psychologe und Autor.

## Leben

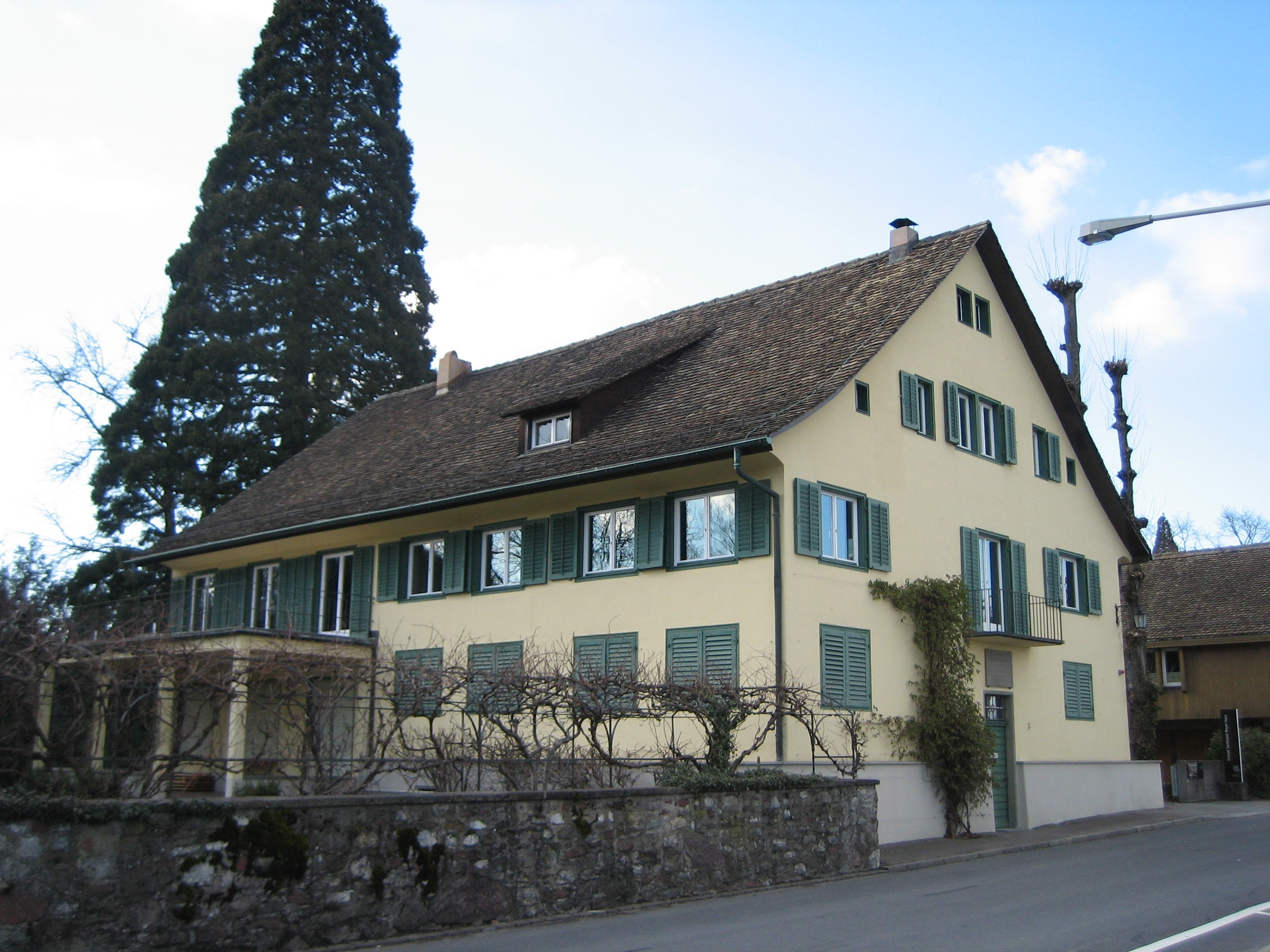
C.-F.-Meyer-Haus in Kilchberg, in dem sich Pfarrer Schweingrubers Amtswohnung befand

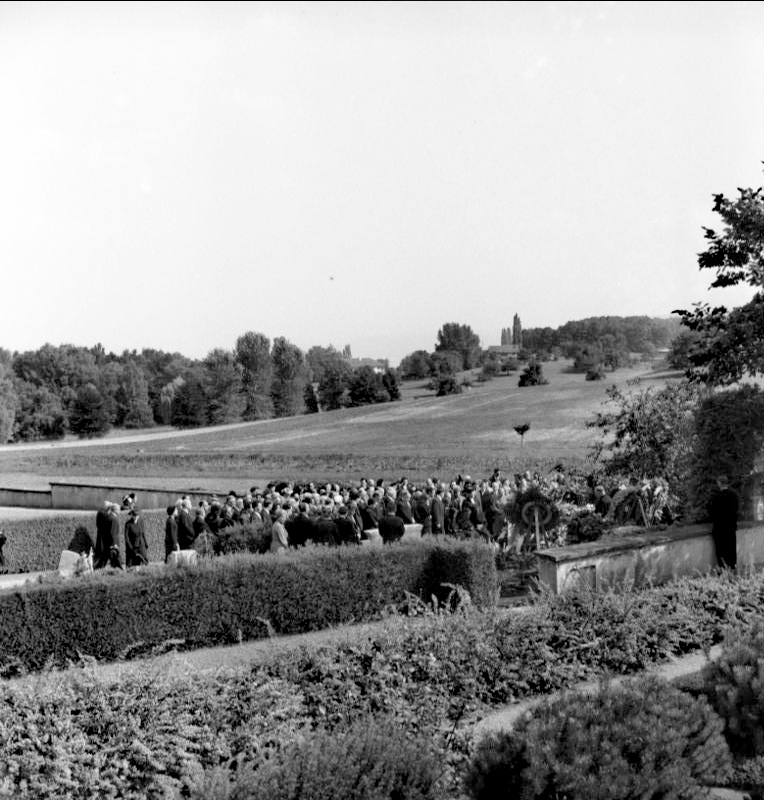
Beisetzung von Thomas Mann: Pfarrer Schweingruber im Talar am Grab (Zweiter von rechts)

Eduard Schweingruber besuchte, der familiären Tradition folgend, das Freie Gymnasium in Bern und anschliessend das Predigerseminar der Evangelischen Gemeinschaft in Reutlingen.
Als psychologischer Berater führte er zusammen mit seiner Frau, der Elsässer Ärztin Alice Schweingruber-Hütt (1902–1989), in den 1930er Jahren das Kurhaus Kardia im appenzellischen Gais. Dort wurde er nach theologischen Studien an der Universität Zürich 1941 als landeskirchlicher evangelisch-reformierter Pfarrer ordiniert.
Ab 1942 war Schweingruber Pfarrhelfer, von 1947 bis zur Pensionierung 1964 einer der beiden Pfarrer von Kilchberg ZH. Seine Amtswohnung hatte er ab 1943 im ehemaligen Haus des Dichters Conrad Ferdinand Meyer. Er wehrte sich gegen eine pfarramtliche Tätigkeit der Gattin seines örtlichen Amtskollegen Gian Caprez, Greti Caprez-Roffler, die in Graubünden 1931 als erste Frau zur Pfarrerin gewählt worden war, weil seiner Frau seitens der Kirchenbehörde ein Praktizieren als Ärztin im Stande der Pfarrfrau untersagt wurde. 1955 hielt er die Trauerpredigt auf Thomas Mann.
Eduard Schweingruber starb 1975 und wurde auf dem Kilchberger Friedhof beigesetzt.

## Werke
Selbstständige Publikationen
- Der sensible Mensch – Psychologische Ratschläge zu seiner Lebensführung. Rascher, Zürich 1935; Neuauflage: Kindler, München 1969.
  - schwedisch: Nervernas vardagshygien. Übersetzt von Viktor Olson. Natur och kultur, Stockholm 1952.
- Verkrampftes Christentum. Gotthelf, Zürich/Leipzig 1938; 4. Auflage 1962.
- Frauenart – Eine psychologische Studie aus dem praktischen Leben für das praktische Leben. Gotthelf, Zürich 1940.[11]
  - niederländisch: Het wezen van de frouw. Übersetzt von Willem van Zoeterwoude. De Cyclus, Leiden 1957.
- Luthers Erlebnis des unfreien Willens. Gotthelf, Zürich 1947.
- Pubertät. Grundsätzliches und Praktisches über das Jugendalter und seine christlichen Probleme. Gotthelf, Zürich 1951.
- Von Gottes Wirklichkeit. 14 Kilchberger Predigten. Gotthelf, Zürich/Frankfurt am Main 1966.[12]
- Andacht sei Ereignis. Eine Anleitung für die Praxis des Christwerdens. Gotthelf, Zürich/Frankfurt am Main 1967.

Zeitschriftenbeiträge
- Die Frau in der Sicht des Mannes. In. Reformatio, Band 7, 1968, S. 362–367.